# シレナ
シレナ（Sirena）は、グアム島に伝わる人魚伝説の主人公。母の言いつけに背いた結果人魚に変身した少女である。

## あらすじ
シレナという若い娘が、母に雑用を言いつけられる。初めは精を出して取り組むが、すぐに冷たい水に飛び込み、それを投げ出してしまった。シレナは雑用を終えることなく、一日は過ぎ去った。母は怒りと欲求不満にまかせてシレナに宣告した。「そんなに水が好きなら魚にでもなっておしまい！」それを聞いていた名付け親は、せめて下半分だけ、と呪いを軽減した。誕生したばかりの人魚は外洋へ泳ぎ去り、グアムに戻ることはなかった。

## 備考
一見シンプルな人魚の起源譚は、スペイン支配の歴史による緊張と、古く、しかし変わりゆく先住民チャモロの価値観を豊富に織り込んでいる。シレナというキャラクターは少女と責任ある大人の岐路に立っている。また、植民地以前の過去とスペインがもたらしたカトリック秩序の未来の間にいると象徴的に表すという議論もある。若きシレナの運命を変えた最後の泳ぎは、単に少女の不従順を象徴するのでなく、それどころか植民地支配に対する全島的反抗を象徴する可能性がある。この話のもっとも初期のバージョンは1668年の宣教師到来に始まるスペイン時代に既に存在した。シレナが人として最後に泳いだミノンドゥ川（Minondo River）があるアガナ（現・ハガニア）は、最初の植民拠点である。
シレナの母は明示的な権威を象徴する。古代チャモロの文化は母系制に基づく。女性は財産を管理し、家の内外問わずかなりのリーダーシップを発揮した。シレナのお話のあるバージョンでは、母がシレナにこう説く：「島の掟には従わなくちゃダメ。仕事が済んでから遊びなさい。それは一族のルールで、生き残るすべなのよ」。名付け親も文化的に重要なキャラクターである。彼女が呪いの見直しを求めると、直ちに効力を発した。チャモロ・カトリックの慣習における名付け親の継続的重要性を反映している。母親は子供の肉体的出生と子育てに責任を持つが、名付け親は子供の魂に責任を持つ。
ある研究者によると、この話はチャモロの子どもたちに淡水の水源を使わせないための警告として作られたという。

## その他

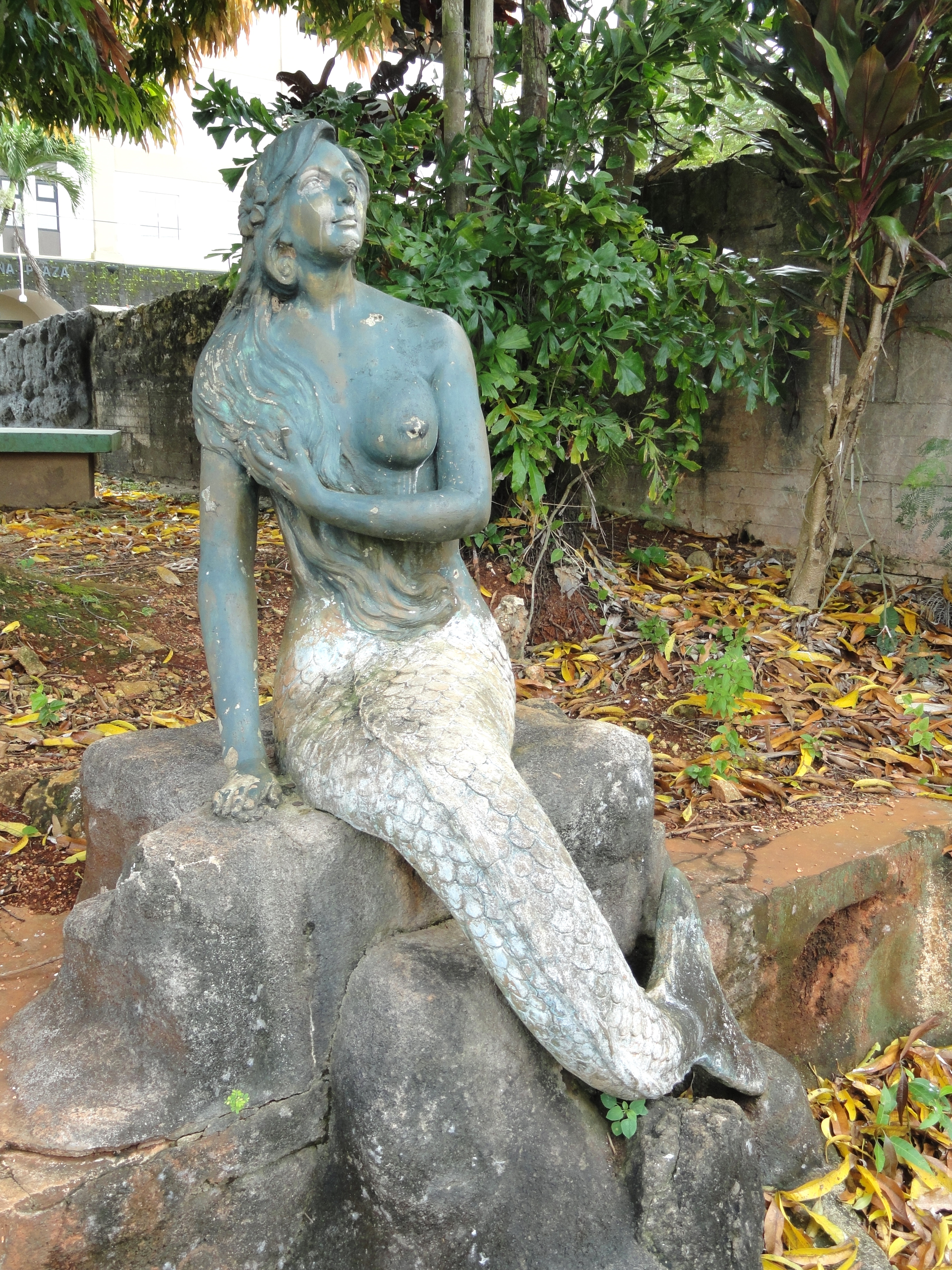
ハガニアにあるシレナの像

現在、ハガニアのSirena Parkには、シレナのブロンズ像が設置されている。像の隣にあるサン・アントニオ橋は、1800年に作られたが、川の上にはない観賞用の橋として今の場所に移設された。